# Kidney International
Kidney International, abgekürzt Kidney Int., ist eine wissenschaftliche Fachzeitschrift, die von der Nature Publishing Group (NPG) veröffentlicht wird. Sie ist die offizielle Zeitschrift der International Society of Nephrology und erscheint mit 24 Ausgaben im Jahr. Es werden Arbeiten veröffentlicht, die sich mit allen Bereichen der Nephrologie beschäftigen.
Der Impact Factor lag im Jahr 2014 bei 8,563. Nach der Statistik des ISI Web of Knowledge wird das Journal mit diesem Impact Factor in der Kategorie Urologie und Nephrologie an vierter Stelle von 76 Zeitschriften geführt.